# Astrapogon alutus
Astrapogon alutus és una espècie de peix pertanyent a la família dels apogònids.

## Descripció
- Pot arribar a fer 6,5 cm de llargària màxima.[5][6]

## Hàbitat
És un peix marí, associat als esculls i de clima subtropical (37°N-9°N).

## Distribució geogràfica
Es troba a l'Atlàntic occidental: des de Carolina del Nord (els Estats Units) i el nord-est del golf de Mèxic fins a la costa septentrional de Veneçuela. És absent de les illes Bahames.

## Observacions
És inofensiu per als humans.